# Costești (Fehérvölgy község)
Costești falu Romániában, Fehér megyében.

## Fekvése
Fehérvölgy közelében fekvő település.

## Története
Costești korábban Fehérvölgy része volt, 1956 körül vált külön 472 lakossal, később különvált tőle Deve, Roșești és Sohodol is.
1966-ban 495 lakosából 494 román volt. 1977-ben 333, 1992-ben 150, 2002-ben pedig 115 román lakosa volt.
1987-ig nyolcosztályos általános iskola működött a faluban, utána már csak négyosztályos, amelybe 2008-ban már csak négy tanuló járt.